# Checker Aerobus
O Checker Aerobus é uma limusina de sete a nove portas na versão caminhoneta e de seis a oito portas na versão limusina sedã. Produzidos primariamente para servir em aeroportos, como indica seu nome. O Aerobus é a versão estendida do icônico Checker Marathon.